# Titularbistum Traianopolis in Phrygia
Traianopolis in Phrygia war eine antike Stadt in der römischen Provinz Asia bzw. Phrygia und in der Spätantike Phrygia Pacatiana in der westlichen Türkei.
Traianopolis in Phrygia (ital.: Traianopoli di Frigia) ist ein ehemaliges Bistum der römisch-katholischen Kirche und heute ein Titularbistum. Es gehörte der Kirchenprovinz Laodicea ad Lycum an.
| Titularbischöfe von Traianopolis in Phrygia |                                                            |                                                                   |                   |                  |
| Nr.                                         | Name                                                       | Amt                                                               | von               | bis              |
| 1                                           | Jerónimo Zolivera                                          | Weihbischof in Tarragona (Königreich Spanien)                     | 22. Februar 1672  | 11. Januar 1683  |
| 2                                           | Juan José de Aycinena y Piñol                              | Weihbischof in Guatemala (Guatemala)                              | 1859              | 17. Februar 1865 |
| 3                                           | Giulio Marsili OFM                                         | Koadjutorbischof von Sapë (Osmanisches Reich)                     | 15. November 1873 | Dezember 1873    |
| 4                                           | Adamo Claessens                                            | Apostolischer Vikar von Batavia (Niederländisch-Indien)           | 16. Juni 1874     | 4. Januar 1884   |
| 5                                           | Tomás Jenaro de Cámara y Castro OESA                       | Weihbischof in Toledo (Königreich Spanien)                        | 9. August 1883    | 27. März 1885    |
| 6                                           | Louis-Hippolyte-Aristide Raguit M.E.P.                     | Apostolischer Vikar von Mandschurei (Kaiserreich China)           | 23. März 1888     | 17. Mai 1889     |
| 7                                           | Henrique José Reed da Silva Titularerzbischof pro hac vice | emeritierter Bischof von São Tomé von Meliapore (Britisch-Indien) | 24. März 1898     | 4. Oktober 1930  |
| 8                                           | Agostino Laera                                             | emerit. Bischof von Castellaneta (Königreich Italien)             | 24. Juli 1931     | 17. Januar 1942  |
| 9                                           | Felice Agostino Addeo OESA                                 | emerit. Bischof von Nicosia (Italien)                             | 1. Juli 1942      | 7. Februar 1957  |
| 10                                          | Humberto Lara Mejía CM                                     | Weihbischof in Verapaz, Cobán (Guatemala)                         | 19. Juli 1957     | 5. Mai 1967      |